# Настоящие О’Нилы
«Настоя́щие О’Ни́лы» (англ. The Real O'Neals) — американский телевизионный комедийный сериал, который вышел на ABC в сезоне 2015—2016 годов. В центре сюжета находится Чикагская семья у каждого члена которой есть свой секрет; родители мечтают о разводе, старший сын-спортсмен страдает анорексией, дочь ворует в церкви, а младший сын является геем. Сериал основан на идее Дэна Саваджа и до своего выхода был подвергнут критике со стороны религиозных и республиканских групп. Премьера сериала состоялась 2 марта 2016 года. 12 мая 2016 года ABC продлил сериал на второй сезон, который стартовал 11 октября 2016.
11 мая 2017 ABC закрыл сериал после двух сезонов.

## Производство
В ноябре 2013 года ABC объявил о разработке однокамерного ситкома, основанного на оригинальной идее гей-активиста Дэна Саваджа. 26 января 2015 года заказал съемки пилотного эпизода, написанного Дэвидом Виндзором Кейси Джонсоном, для сезона 2015-16 годов. В феврале Марта Плимптон и Джей Р. Фергюсон были утверждены на роли родителей.
7 мая 2015 года канал утвердил пилот и заказал съемки первого сезона. Позже было объявлено, что шоу дебютирует не в сентябре, а поздней осенью, и будет выходить в паре ситкомом «Трудности ассимиляции» по вторникам. В ноябре 2015 года стало известно, что премьеру сериала перенесли на 2 марта 2016 года.

## Актёры и персонажи
- Марта Плимптон в роли Эйлин О'Нил, главы семейства
- Джей Р. Фергюсон в роли Пэта О'Нила, офицера полиции Чикаго, который тайно мечтает о разводе
- Ной Галвин в роли Кенни О'Нила, 16-летнего младшего сына-гея, который совершает каминг-аут перед семьей
- Мэтт Шивли в роли Джимми О'Нила, спортивного 17-летнего старшего сына, страдающего анорексией
- Бебе Вуд в роли Шеннон О'Нил, 14-летней дочери, ворующей из церкви,
- Мария Холлис Инбоден в роли Джоди